# سن کارلوس (کوردوبا)
سن کارلوس (انگلیسی: San Carlos, Córdoba) نام شهری در کشور کلمبیا است.